# Zielona gwiazda

Zielona gwiazda na fladze esperanckiej

Zielona gwiazda (esperanto: verda stelo) – symbol języka esperanto oraz esperantystów. Znajduje się na fladze esperanckiej.
Gwiazda będąca symbolem esperanta jest:
- pięciopromienna, co symbolizuje pięć zamieszkanych kontynentów,
- zielona, co symbolizuje nadzieję (słowo esperanto znaczy „mający nadzieję”).

## Historia
Potrzeba posiadania znaku identyfikującego esperantystów poruszana była na łamach „La Esperantisto” już od 1892, po raz pierwszy przez B.G. Jonsona z Östersund. Propozycje były różnorodne, wśród nich na przykład breloki, które miały być noszone przy łańcuszkach do zegarków. Pomysł wykorzystania symbolu gwiazdy oraz zielonego koloru podał Louis de Beaufront, jednakże w innym celu. W marcu 1893 na łamach „La Esperantisto” zaproponował, żeby wszystkie książki esperanckie i wszystko, co dotyczy spraw esperanta, miało zielony kolor, a u góry gwiazdę. W tym samym roku, na łamach tego samego czasopisma, uznano, że zielony kolor i pięcioramienna gwiazda mogą być stosowane jako znak noszony przez esperantystów. Propozycje były różne – miała to być sama gwiazda, gwiazda wpisana w koło albo gwiazda z literą „E” pośrodku. Prawdopodobnie najbardziej popularnym typem odznaki była wówczas złota gwiazda na zielonym tle. Nie wiadomo, kiedy dokładnie zielona gwiazda stała się symbolem esperanta i esperantystów. Prawdopodobnie nastąpiło to podczas konferencji w Calais–Dover (1904), kiedy to Pourcine zaproponował wprowadzenie jednego, wspólnego symbolu dla esperanta i esperantystów.

## Wpływ
- 15 stycznia 2009 roku w związku z 150-rocznicą urodzin Ludwika Zamenhofa na stronie wyszukiwarki Google pojawiła się flaga esperancka (a w związku z tym także zielona gwiazda esperancka)[5].
- Istnieje hipoteza, że komunistyczna czerwona gwiazda jest inspirowana gwiazdą esperantystów. Według legendy w czasie spotkania Nikołaja Krylenki i Lwa Trockiego, Trocki, zauważając znajdującą się na klapie marynarki Krylenki zieloną gwiazdę (Krylenko był esperantystą), zasygnalizował, że symbolika i wygląd gwiazdy bardzo mu się podobają. Powiedział także, że podobna do gwiazdy esperanckiej, czerwona gwiazda powinna być noszona przez żołnierzy Armii Czerwonej. Hipoteza ta jest raczej odrzucana, jednak część badaczy języka esperanto ją popiera[6].

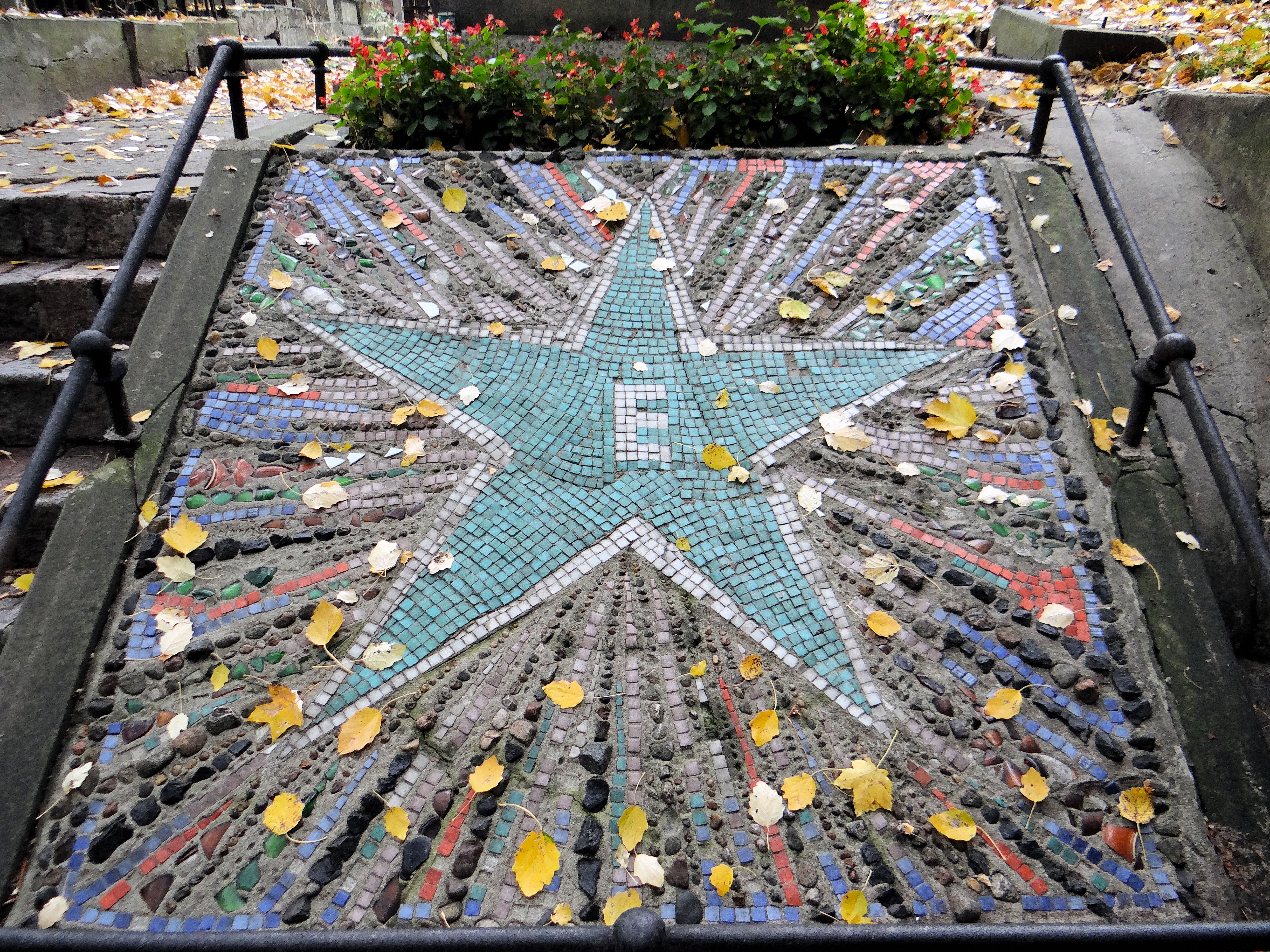
Zielona gwiazda na grobie Ludwika Zamenhofa

## Użycie
- Zielona gwiazda jest używana jako symbol języka esperanto[7].
- Zielona gwiazda znajduje się w logach wielu organizacji związanych z językiem esperanto, między innymi w logach Polskiego Związku Esperantystów[7], Polskiej Młodzieży Esperanckiej[8], Białostockiego Towarzystwa Esperantystów[9], Europejskiej Unii Esperanckiej[10], stowarzyszenia Sennacieca Asocio Tutmonda[11], Armeńskiego Związku Esperantystów[12], Pakistańskiego Związku Esperantystów[13] i Związku Esperantystów Bośni i Hercegowiny[14].
- Zielona gwiazda znajduje się na fladze esperanckiej[7].
- Pięcioramienna gwiazda znajduje się na monecie 10 stelo z 2010 roku[15].